# Фред Зіновац
Фред Зіновац (нім. Fred Sinowatz, 5 лютого 1929, Нойфельд-на-Лайті, Бургенланд, Австрія — 11 серпня 2008, Відень, Австрія) — австрійський державний і політичний діяч.

## Початок кар’єри
Фред Зіновац народився в Бургенланді у хорватській родині. Закінчив філософський факультет Віденського університету. Отримав ступінь доктора філософії. Активний член СПА. Голова ландтагу Бургенланда у 1964—1966 роках. Член земельної ради Бургенланда у 1966—1971, відповідав за питання культури.

## Діяльність в уряді
Міністр освіти й мистецтв у соціалістичному уряді Бруно Крайського у 1971—1983 роках. Провів низку реформ в системі освіти, спрямованих на підвищення соціальної захищеності тих, хто навчається, й викладачів, підвищення доступності освіти. У 1981 році після відставки з посту віцеканцлера Ханнеса Андроша, що тривалий час був найближчим помічником Крайського і розглядався як його ймовірний наступник, Зіновац зайняв, окрім міністерської посади, також пост віцеканцлера.

## Канцлер Австрії
У 1983 році, після того, як СПА втратила абсолютну більшість у парламенті, багаторічний канцлер країни Бруно Крайський пішов у відставку. Фред Зіновац сформував новий уряд країни, тепер уже коаліційний, за участю представників АНП. Того ж року Фред Зіновац був обраний новим головою Соціалістичної партії.
У 1984 році уряду Зіноваца довелось стикнутись із серйозними протестами проти планів з будівництва гідроелектростанції у Хайнбургу.
Уряду Зіноваца також довелось розв'язувати проблеми великого державного сектора економіки країни, особливо гігантського промислового концерну Voest-Alpine AG, й у 1985 році було прийнято рішення про його часткову приватизацію.
Значного збитку діловій репутації Австрії завдав скандал з виявленням 1985 року в партії австрійського вина, призначеного для експорту до Німеччини, антифризу.
У 1986 році Фред Зіновац пішов у відставку на знак протесту проти обрання президентом Австрії Курта Вальдхайма, якого звинувачували в службі у військах СС у роки Другої світової війни.

## Подальша кар'єра
Зіновац залишався на чолі Соціалістичної партії до 1988 року. Останні роки прожив у Бургенланді.
1. ↑  Burgenländische Volkszeitung — 2021.